# Lycianthes lysimachioides
Lycianthes lysimachioides är en potatisväxtart som först beskrevs av Wallich, och fick sitt nu gällande namn av Friedrich August Georg Bitter. Lycianthes lysimachioides ingår i Himmelsögonsläktet som ingår i familjen potatisväxter.

## Underarter
Arten delas in i följande underarter:
- L. l. caulorhiza
- L. l. cordifolia
- L. l. formosana
- L. l. purpuriflora
- L. l. rotundifolia
- L. l. sinensis